# Ammothea calmani
Ammothea calmani is een zeespin uit de familie Ammotheidae. De soort behoort tot het geslacht Ammothea. Ammothea calmani werd in 1932 voor het eerst wetenschappelijk beschreven door Gordon. 